# Champs-Élysées – Clemenceau (Métro Paris)

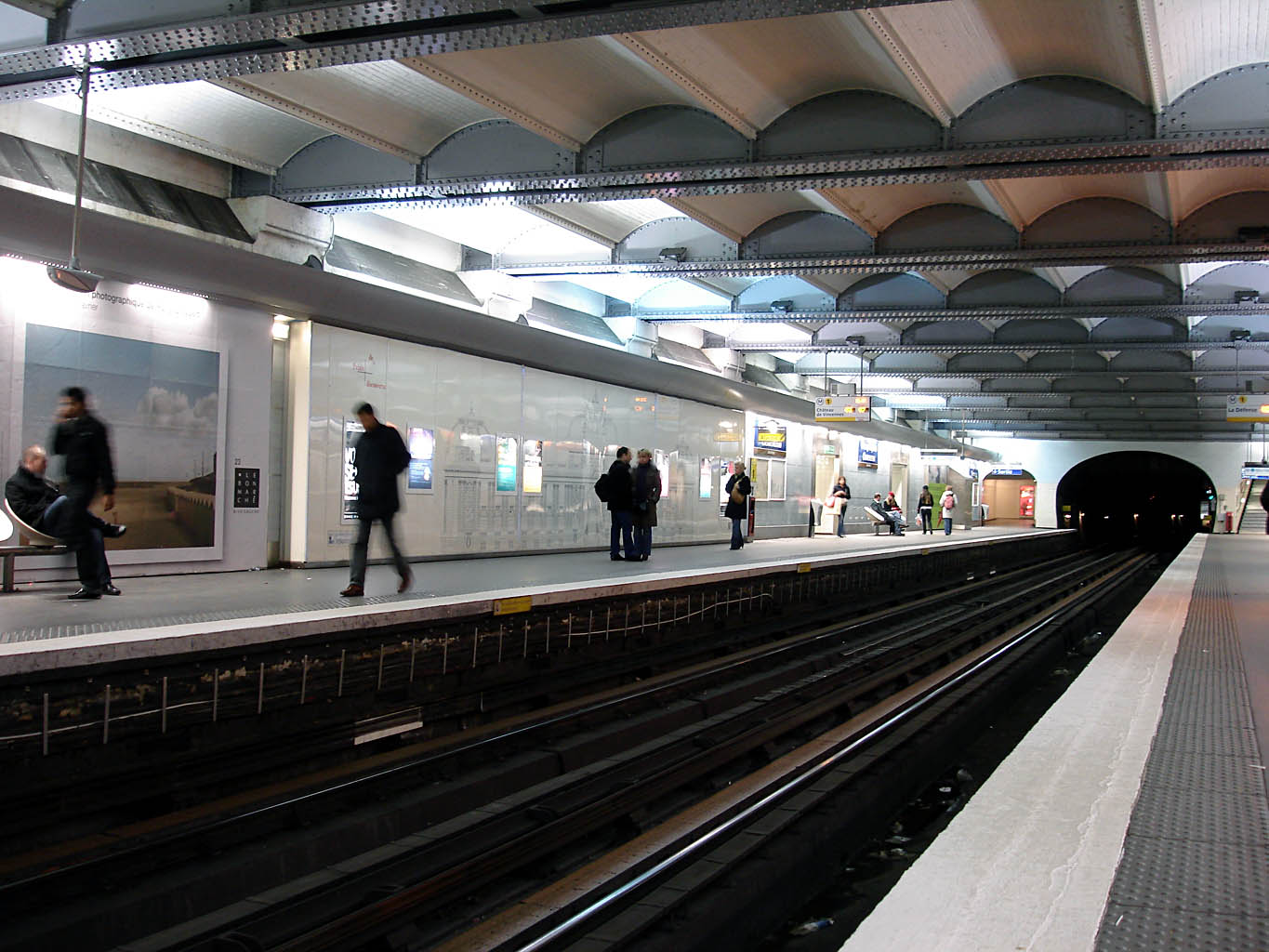
Station der Linie 1 vor dem Umbau, 2008

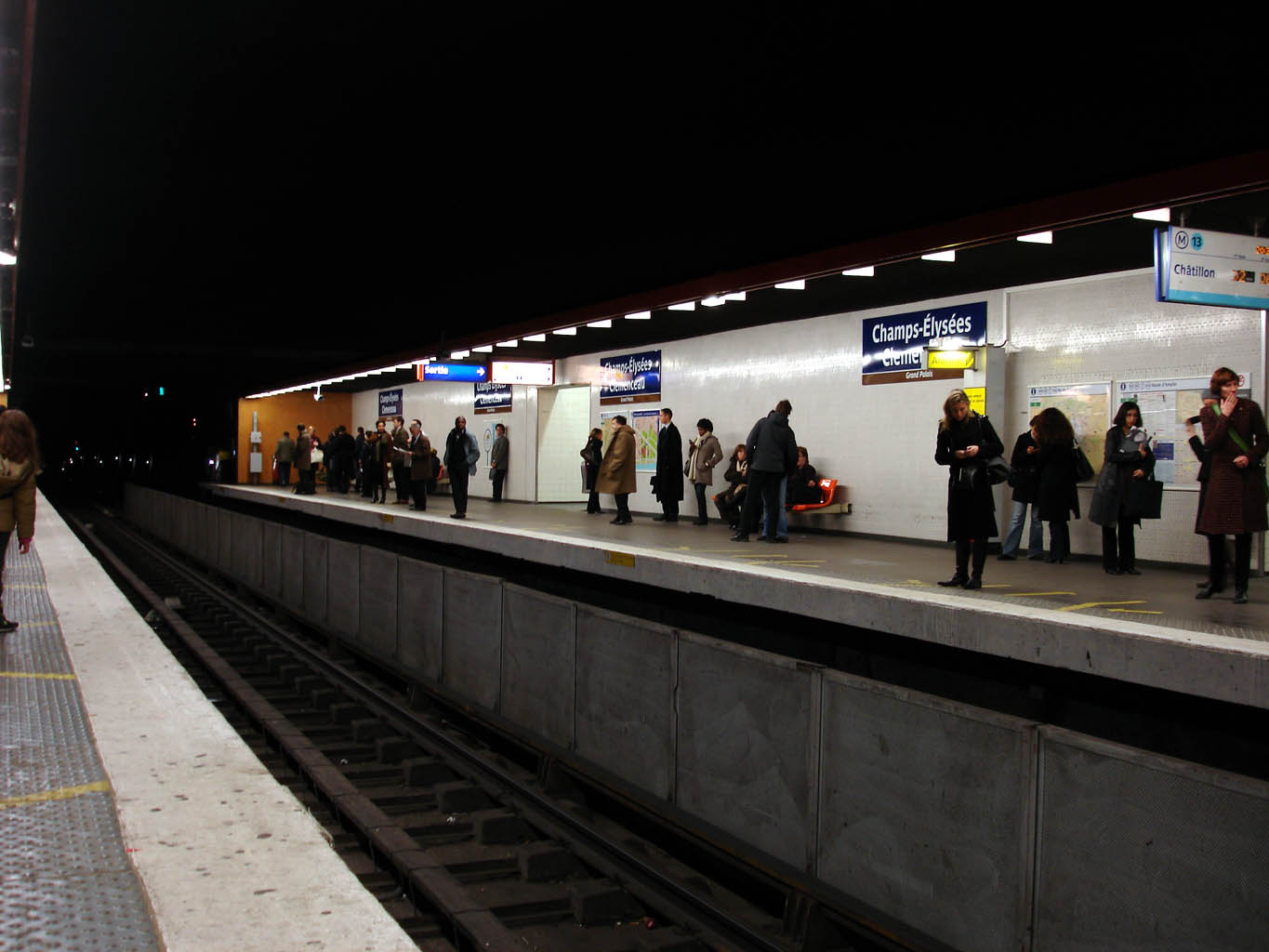
Station der Linie 13

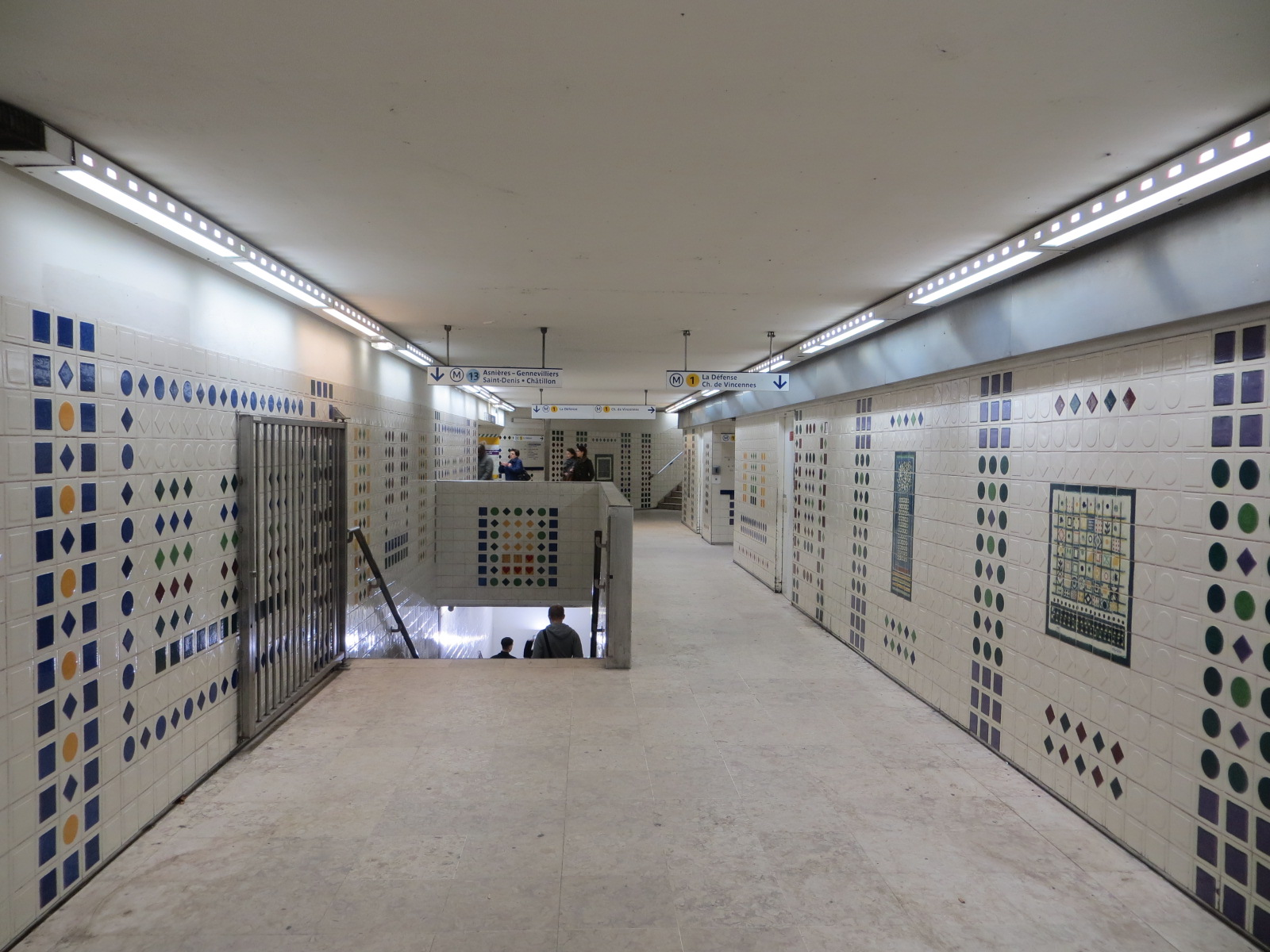
Zugangstunnel

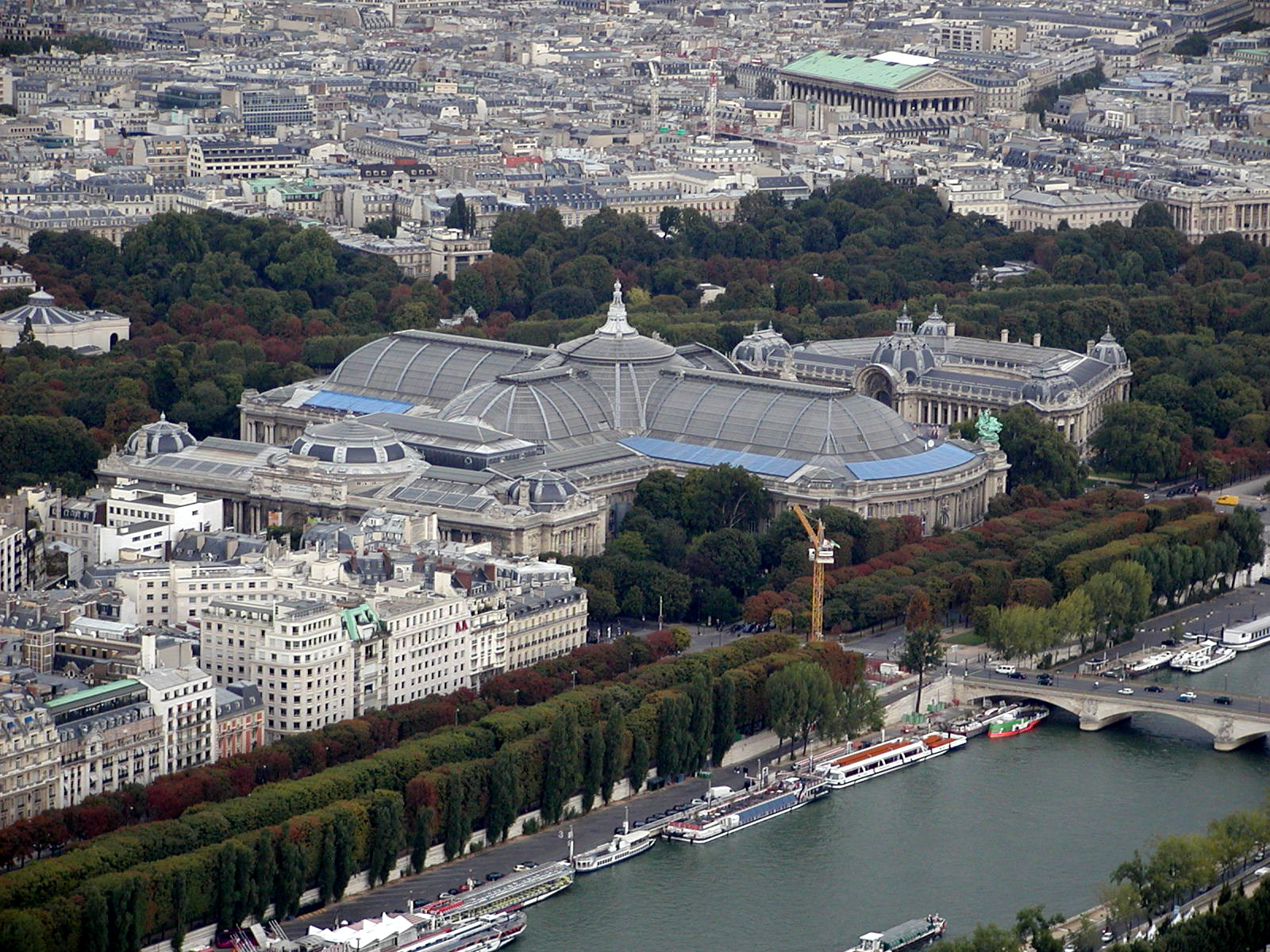
Grand Palais (Bildmitte) und Petit Palais (rechts dahinter) im Park Jardins des Champs-Élysées

Champs Élysées – Clemenceau [ʃɑ̃z‿elize klemɑ̃so] ist ein unterirdischer Umsteigebahnhof der Linien 1 und 13 der Pariser Métro.

## Lage
Der U-Bahnhof befindet sich im Quartier des Champs-Élysées des 8. Arrondissements von Paris. Die Station der Linie 1 liegt längs unter der Avenue des Champs-Élysées in Höhe der Place Clemenceau, die der Linie 13 unter den Jardins des Champs-Élysées nordöstlich des Grand Palais.

## Name
Namengebend ist die Avenue des Champs-Élysées. Ihr Name leitet sich von der „Insel der Seligen“ Elysion ab, in der griechischen Mythologie Aufenthaltsort tugendhafter Seelen.
Am 20. Mai 1931 erhielt der U-Bahnhof den Namenszusatz „Clemenceau“, was auf seine Lage an der 1.910 m langen Avenue des Champs-Élysées hinweist. Die Place Clemenceau ist nach Georges Clemenceau (1841–1929) benannt. Der Journalist, Politiker und Staatsmann der Dritten Republik war von 1906 bis 1909 und 1917 bis 1920 französischer Ministerpräsident.

## Geschichte
Die Station wurde am 19. Juli 1900 mit Eröffnung der Linie 1 in Betrieb genommen, die damals auf dem Abschnitt von Porte de Vincennes nach Porte Maillot verlief. Anfang der 1960er Jahre wurde die Station der Linie 1 von 75 m auf 90 m verlängert und für den Verkehr mit gummibereiften Zügen umgerüstet.
Im April 2009 wurden im Zuge der Einführung des fahrerlosen Betriebs ihre Bahnsteige angehoben, seit Mitte 2009 weisen sie Bahnsteigtüren auf.
Am 18. Februar 1975 wurde die Station der Linie 13, die von Miromesnil her um eine Station verlängert wurde, eröffnet. Bis zum 9. November 1976 war Champs Élysées – Clemenceau vorübergehend südliche Endstation der Linie.

## Beschreibung
Abweichend von der in Paris häufiger anzutreffenden Bauweise mit elliptischem Querschnitt weist die in einer offenen Baugrube errichtete Station der Linie 1 eine waagrechte Metalldecke auf. Auf quer zur Fahrtrichtung liegenden eisernen Stützbalken ruhen Längsträger, die kleine, aus Ziegelsteinen gemauerte Gewölbe tragen.
Die Station der Linie 13 hat einen rechteckigen Querschnitt unter einer Betondecke, sie ist 75 m lang. Nördlich ihrer Station unterquert die Linie 13 den Tunnel der Linie 1, eine Gleisverbindung zwischen den beiden Linien existiert nicht. Südlich ihrer Station hat die Linie 13 einen einfachen Gleiswechsel.
Der einzige Ausgang (mit Rolltreppe) führt auf die Place Clemenceau. Die modernisierte Steinbrüstung ziert ein von Adolphe Dervaux im Stil des Art déco entworfener Kandelaber.

## Fahrzeuge
Zunächst verkehrten auf der Linie 1 Züge, die aus einem Triebwagen mit nur einem Führerstand und zwei Beiwagen bestanden. Diese Fahrzeuge waren zweiachsig und jeweils knapp neun Meter lang. Bereits 1902 wurden Acht-Wagen-Züge mit je einem Triebwagen an den Zugenden gebildet. Bis 1905 wurden die Triebwagen, ab 1906 auch die Beiwagen durch vierachsige Fahrzeuge auf Drehgestellen ersetzt. 1908 hielten grün lackierte Fünf-Wagen-Züge der Bauart Sprague-Thomson auf der Linie 1 Einzug, die sich dort bis in die 1960er Jahre hielten. Ab Mai 1963 wurden die auf Schienen verkehrenden Sprague-Thomson-Züge sukzessive durch gummibereifte Fahrzeuge der Baureihe MP 59 abgelöst, bis Dezember 1964 herrschte Mischverkehr der zwei Betriebsarten. 1997 folgte die Baureihe MP 89 CC, die mit der Aufnahme des automatischen Betriebs der Baureihe MP 05 wich.
An der Station der Linie 13 verkehrte bis 1976 die Baureihe MA, ab 1975 zudem – und ab 1976 ausschließlich – die Baureihe MF 67. 1978 erhielt die Linie als erste im Netz die neuen Züge der Baureihe MF 77, die seitdem als einziger Fahrzeugtyp dort verkehrt.

## Umgebung
- Élysée-Palast, Amtssitz des Staatspräsidenten der Französischen Republik
- Grand Palais, ein für die Weltausstellung im Jahr 1900 errichtetes Ausstellungsgebäude
- Petit Palais, städtisches Museum der schönen Künste (Musée des Beaux-Arts de la Ville de Paris)
- Théâtre Marigny